# Cícero Torteli
Cícero Antônio Xavier Torteli (Rio de Janeiro, 16 de fevereiro de 1967) é um nadador brasileiro, que participou de uma edição dos Jogos Olímpicos pelo Brasil.
Cursou engenharia mecânica na Universidade da Flórida e se formou em 1992. De volta ao Brasil, virou empresário, abriu uma empresa chamada Paggo, e implementou o sistema para pagar contas da operadora de telefonia móvel Oi, conhecido como Oi Paggo. Após a marca Paggo ser comprada pela Oi, Torteli levou sua empresa Freeddom (novo nome da Paggo) para a Nigéria, um lugar para expandir as operações da empresa. Atualmente reside em São Paulo.

## Trajetória esportiva
Cícero Torteli começou a nadar no Fluminense, e em 1982 foi campeão da Gimnasíade, no revezamento 4x100 metros medley, junto com Ricardo Prado, Luciano Meira e Paulo Batisti.
Em 1985 foi vice-campeão sul-americano juvenil nos 100 metros nado peito e, nesse mesmo ano, transferiu-se para o Flamengo.
Participou do Campeonato Mundial de Esportes Aquáticos de 1986 em Madri, onde ficou em 16º lugar na final B dos 100 metros peito, e 25º nos 200 metros peito. 
Nos Jogos Pan-Americanos de 1987 em Indianápolis, Cícero obteve a medalha de bronze nos 4x100 metros medley, sexto lugar nos 100 metros peito, e sexto lugar nos 200 metros peito.
Nos Jogos Olímpicos de Verão de 1988 em Seul, Cícero terminou em 18º lugar nos 4x100 metros medley, 37º nos 100 metros peito, e 44º nos 200 metros peito.